# Gordian I
Marcus Antonius Gordianus Sempronianus Romanus Africanus (n. 159 d.Hr., Frigia, Turcia – d. 12 aprilie 238 d.Hr., Roman Carthage⁠(d), Exarchate of Africa⁠(d), Tunisia), cunoscut sub numele de Gordian I, a fost un împărat roman în anul 238 (Anul celor șase împărați).

## Ascensiune
Gordian I s-a născut într-o familie de rang equestru (de cavaleri), probabil în Frigia. Părinții lui erau, conform "Historiei Augusta", Ulpia Gordiana și Maecius Marullus, senator. Istoricii de mai târziu au infirmat numele tatălui lui Gordian. Din partea mamei, este probabil ca Gordian să se înrudească cu clanul de plebei Sempronius.
Tot "Historia Augusta" prezintă numele soței lui Gordian, Fabia Orestilla, care s-ar fi tras din împărații romani Antoninus Pius și Marcus Aurelius. Dar s-a dovedit că de fapt Fabia era descendentă din consulul Herodes Atticus. Cu soția sa, Gordian a avut cel puțin doi copii: Gordian și Antonia Gordiana (mama viitorului împărat Gordian al III-lea). Fabia Orestilla a murit înainte de 238.

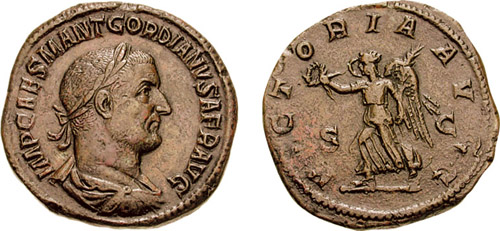
Gordian I pe o monedă, purtând titlul de AFR (Africanus)

Gordian I a urcat în ierarhia politică până la Senat. Ca militar, Gordian a comandat legiunea Legio III Scythica, pe când aceasta se afla în Siria. A fost guvernator al Brittaniei în 216, iar în timpul lui Elagabalus a ajuns consul suffect.
Datorită exceselor din timpul mandatului de edil, Gordian a ieșit pentru o perioadă din viața publică. În acest timp, el a scris un lung poem, intitulat Antoninias, în cinstea împăratului Caracalla.

## Domnie
Alexandru Sever l-a făcut pe Gordian promagistrat în Africa. Dar Maximin Tracul a preluat puterea.
Din cauza impopularității lui Maximin, Gordian I s-a revoltat în Africa pe 22 martie, autointitulându-se împărat și asociindu-l pe fiul său, Gordian al II-lea, la domnie. După cucerirea Cartaginei, Senatul, Roma și majoritatea provinciilor l-au recunoscut pe Gordian ca împărat.
Guvernatorul Numidiei, Capelianus, loial lui Maximin Tracul, a atacat Cartagina și l-a ucis pe Gordian al II-lea în bătălie. Când a auzit vestea, Gordian I s-a spânzurat, pe 12 august 238.
Senatul i-a pus pe tron pe Pupienus și pe Balbinus, după care Gordian al III-lea, nepotul lui Gordian I, a devenit împărat.
1. ↑  Union List of Artist Names, 29 noiembrie 2014, accesat în 22 mai 2021